# Édifice Wellington
L’édifice Wellington est un immeuble à bureaux de six étages sur la rue Wellington à Ottawa, en face de la Colline du Parlement. Le bâtiment original datant de 1927 est l'ancien siège social de la Metropolitan Life Insurance Company au Canada, conçu par D. Everett Waid (en). Ce bâtiment comporte trois façades principales donnant sur les rues Wellington, Bank et Sparks, toutes réalisées dans le style Beaux-Arts. Les deux étages supérieurs et l’aile latérale ont été ajoutés à la fin des années 1950 et suivent un vocabulaire classique plus austère.
Propriété du gouvernement du Canada depuis 1973, il a été réhabilité totalement de 2010 à 2016 en vue d'accueillir des fonctions parlementaires.

## Valeur patrimoniale
L’édifice Wellington est un édifice fédéral du patrimoine reconnu en partie en raison de son importance historique, mais principalement à cause de l’intérêt qu’il présente sur le plan architectural et de la place privilégiée qu’il occupe au sein de son milieu.